# A Soldier's Plaything
A Soldier's Plaything is een Amerikaanse filmkomedie uit 1930 onder regie van Michael Curtiz.

## Verhaal
Tegen het einde van de Eerste Wereldoorlog raakt Georgie Wilson betrokken bij een gevecht, wanneer iemand hem ervan beschuldigt dat hij valsspeelt bij het gokken. Zijn tegenstander valt van de trap en Georgie gaat ervan uit dat hij dood is. Samen met zijn vriend Tim vlucht hij weg. Ze melden zich aan bij het leger. Georgie en Tim worden gestationeerd in de buurt van de Duitse stad Koblenz. Daar wordt Georgie verliefd op Gretchen Rittner, de dochter van een herbergier. Hij kan echter niet met haar trouwen vanwege de moordzaak die hem boven het hoofd hangt. Wanneer de man die Georgie dacht te hebben vermoord, opduikt in Duitsland, kan Georgie Gretchen eindelijk ten huwelijk vragen.

## Rolverdeling
| Acteur        | Personage       |
| ------------- | --------------- |
| Ben Lyon      | Georgie         |
| Harry Langdon | Tim             |
| Lotti Loder   | Gretchen        |
| Noah Beery    | Kapitein Plover |
| Fred Kohler   | Hank            |
| Lee Moran     | Korporaal       |
| Marie Astaire | Lola            |
| Frank Campeau | Joe             |